# Tosia Altman
Tosia Altman, właściwie Tova Altman (ur. 24 sierpnia 1918 w Lipnie, zm. 26 maja 1943 w Warszawie) – żydowska działaczka ruchu oporu w czasie II wojny światowej, organizatorka podziemnych struktur Ha-Szomer Ha-Cair, uczestniczka powstania w getcie warszawskim.

## Życiorys
Przed wybuchem II wojny światowej była instruktorką w organizacji Ha-Szomer Ha-Cair. W 1938 roku została członkinią jej centralnego dowództwa w Warszawie. We wrześniu 1939 roku udała się do Równego; po wkroczeniu Armii Czerwonej do Polski przeniosła się do Wilna. W ramach ruchu oporu działała jako łączniczka między gettami, transportując potrzebne do tej działalności materiały (dokumenty i prasę podziemną, gotówkę, a także uzbrojenie). Relacjonowała informacje dotyczące masowych mordów na Żydach. Wzywała innych Żydów do aktywności społecznej i konspiracyjnej.
W 1940 roku wróciła do Warszawy. Kilka miesięcy po agresji III Rzeszy na Związek Radziecki w 1941 roku i utracie łączności z dowództwem Ha-Szomer Ha-Cair w Wilnie, udała się ponownie do tego miasta. Tam współdziałała przy organizacji samoobrony żydowskiej. Wracając zatrzymywała się w gettach Polski Wschodniej, gdzie przekazywała apel Aby Kownera o zbuntowanie się przeciwko Niemcom.
Gdy rozpoczęła działalność Żydowska Organizacja Bojowa, Tosia podjęła się jej reprezentowania w kontaktach z polskim podziemiem. Wspólnie z Ariem Wilnerem zabiegała o pozyskanie uzbrojenia dla ŻOB (polecono jej prowadzenie rozmów z AK i komunistami).
Walczyła w ramach samoobrony styczniowej.
Podczas powstania w getcie warszawskim była łączniczką między powstańcami a członkami ŻOB po stronie aryjskiej. Podtrzymywała kontakt z grupą centralną ŻOB oraz przekazywała raporty telefoniczne. Brała udział w walkach w getcie centralnym, dowodzonym przez Izraela Kanała. Wraz z kilkoma powstańcami, 8 maja dostała się do dowództwa ŻOB, mieszczącego się w podziemnym bunkrze przy ul. Miłej 18. Jako jedna z nielicznych osób przeżyła atak oddziału Jürgena Stroopa na bunkier. Podczas walk odniosła rany na głowie i nogach. Została przeniesiona przez swoich towarzyszy do bunkra przy ul. Franciszkańskiej 22. Przez kolejne kilkadziesiąt godzin błądziła po kanałach.
10 maja zdołała wyjść z getta z grupą kilkudziesięciu powstańców dowodzoną przez Marka Edelmana. Ocaleni ukryli się w lesie w pobliżu Łomianek. Tam czekali na przydzielenie ich do oddziału partyzanckiego. Ranna Altman nie była w stanie przystosować się do życia jako partyzantka. Po kilku dniach wróciła do Warszawy. Tam z kilkoma powstańcami ukrywała się na strychu fabryki materiałów celuloidowych przy ul. 11 Listopada. 24 maja w budynku wybuchł pożar. Ciężko rannej Altman udało się uciec z płonącej fabryki, jednak została zatrzymana przez Policję Polską Generalnego Gubernatorstwa, która przekazała ją Niemcom. Altman trafiła do szpitala. Niemcy zabronili personelowi udzielania jej pomocy. Ciężko poparzona Altman zmarła prawdopodobnie 26 maja.
Reprezentowała podziemne struktury okupowanej Polski w korespondencji z międzynarodowym ruchem Ha-Szomer Ha-Cair. W Palestynie toczyły się dyskusje o potrzebie otrzymania świadectwa z pierwszej ręki o Zagładzie. Wysłany do Turcji emisariusz Jiszuwu domagał się, by ruch zrobił wszystko, co możliwe, aby wydostać Tosię Altman z okupowanej Polski, by mogła złożyć świadectwo. Altman nie wiedziała o tych próbach uratowania jej.

## Odznaczenia i upamiętnienie
Pośmiertnie, postanowieniem Prezydenta RP z dnia 19 kwietnia 1948 roku, została odznaczona Krzyżem Srebrnym Orderu Wojennego Virtuti Militari za zasługi w walce konspiracyjnej w czasie okupacji.
Nazwisko Tosi Altman widnieje na tablicy pamiątkowej umieszczonej przy pomniku Ewakuacji Bojowników Getta warszawskiego przy ulicy Prostej 51 w Warszawie.
W 2020 roku, na 78. rocznicę wybuchu powstania w getcie warszawskim, przy metrze Centrum osłonięto mural poświęcony kobietom walczącym w powstaniu. Została tam upamiętniona jako jedna z dziewięciu Żydówek.
Tosia Altmann jest jedną z głównych bohaterek wydanej w 2023 roku powieści Amadeusza Majtki Lista Szparkowskiego czyli szwedzka układanka .